# Quarticciolo

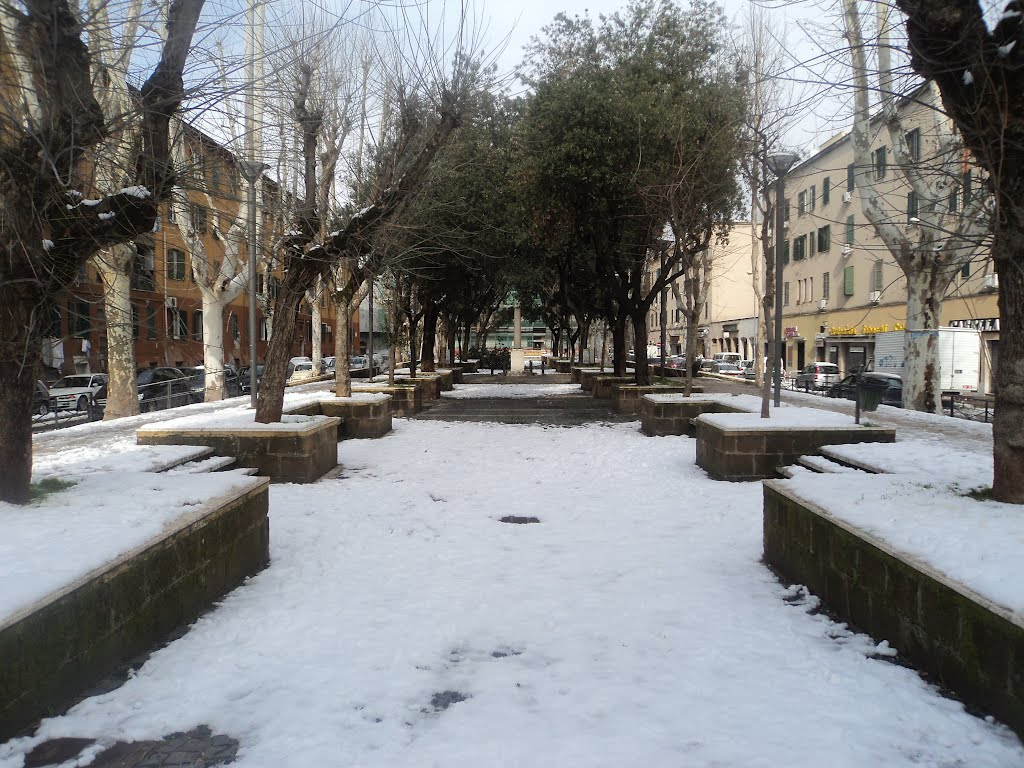
Piazza del Quarticciolo durante la nevicata del febbraio 2012

Il Quarticciolo è un'area urbana del Municipio Roma V di Roma Capitale. Fa parte della zona urbanistica 7B Alessandrina, nel quartiere Q. XXIII Alessandrino.
Si trova all'angolo fra il viale Palmiro Togliatti (già via Lucera) e la via Prenestina. La prima la separa, a ovest, dalla zona di Centocelle, la seconda, a nord, dalla zona di Tor Sapienza.

## Storia
Nasce come borgata ufficiale nel biennio 1939-40, su progetto di Roberto Nicolini (1907 - 1977) dell'Ufficio progetti dell'Istituto Fascista Autonomo Case Popolari (IFACP), e la prima fase della sua costruzione venne ultimata nel triennio 1941-43. È l'ultima realizzazione del programma delle borgate ufficiali promosso dal Governatorato della capitale.
L'impostazione della borgata riprende il classico impianto ortogonale di romana memoria, formato da cardo (via Manfredonia) e decumano (via Ostuni), alla cui intersecazione corrisponde l'area della piazza giardino. Le due strade costituiscono il sistema di collegamento interno alla borgata, la cui vera porta d'ingresso è data da via Castellaneta, posta obliquamente all'asse di via Manfredonia per far scoprire l'edificio principale a torre eretto sulla piazza.
L'architettura della borgata è composta da edifici con forte caratterizzazione formale (sebbene il basso livello manutentivo abbia portato, nei decenni successivi, a confondere qualità architettonica e manutenzione) e diverse tipologie edilizie. Il centro della borgata era identificabile nella Casa del Fascio:
Il fabbricato 4 del lotto II, da erigere nello spiazzo centrale della borgata adibito a centro civico e di adunata, cioè piazza del Quarticciolo, avrebbe ospitato ai piani inferiori la Casa del fascio e a quelli superiori alloggi popolarissimi: la sua altezza e alcuni particolari architettonici lo resero il fabbricato più importante della borgata. Con una tipologia a torre e una forma prismatica che allude a una sorta di fortezza, si caratterizza per le forature quadrate delle finestre e per le strette asole delle logge.
L'assegnazione dei primi 300 alloggi venne fatta a vantaggio di famiglie numerose con almeno sette figli (50 alloggi), mentre 100 furono
assegnati a famiglie con quattro o cinque figli in condizioni di bisogno e con benemerenze militari e politiche. Gli altri alloggi furono assegnati a vedove di guerra, mutilati, squadristi, combattenti con almeno tre figli, famiglie in subaffitto con grave affollamento ad altre
categorie. Solo nel luglio del 1943, a seguito dei bombardamenti aerei un gran numero di sfollati e senza tetto occupò le case del Quarticciolo ancora da ultimare.
Tra il 1943 ed il 1945, con il Quadraro, Centocelle, Torpignattara e il borghetto Alessandrino, il Quarticciolo fu protagonista della Resistenza contro l'occupazione tedesca di Roma. Questa era così intensa che i soldati della Wehrmacht spesso rinunciavano ad addentrarsi per le vie della zona a causa delle continue scorribande partigiane. Oltre alla presenza di numerosi partigiani e combattenti della Resistenza, il Quarticciolo era la base operativa della famosa banda del Gobbo (Giuseppe Albano).

## Architetture religiose

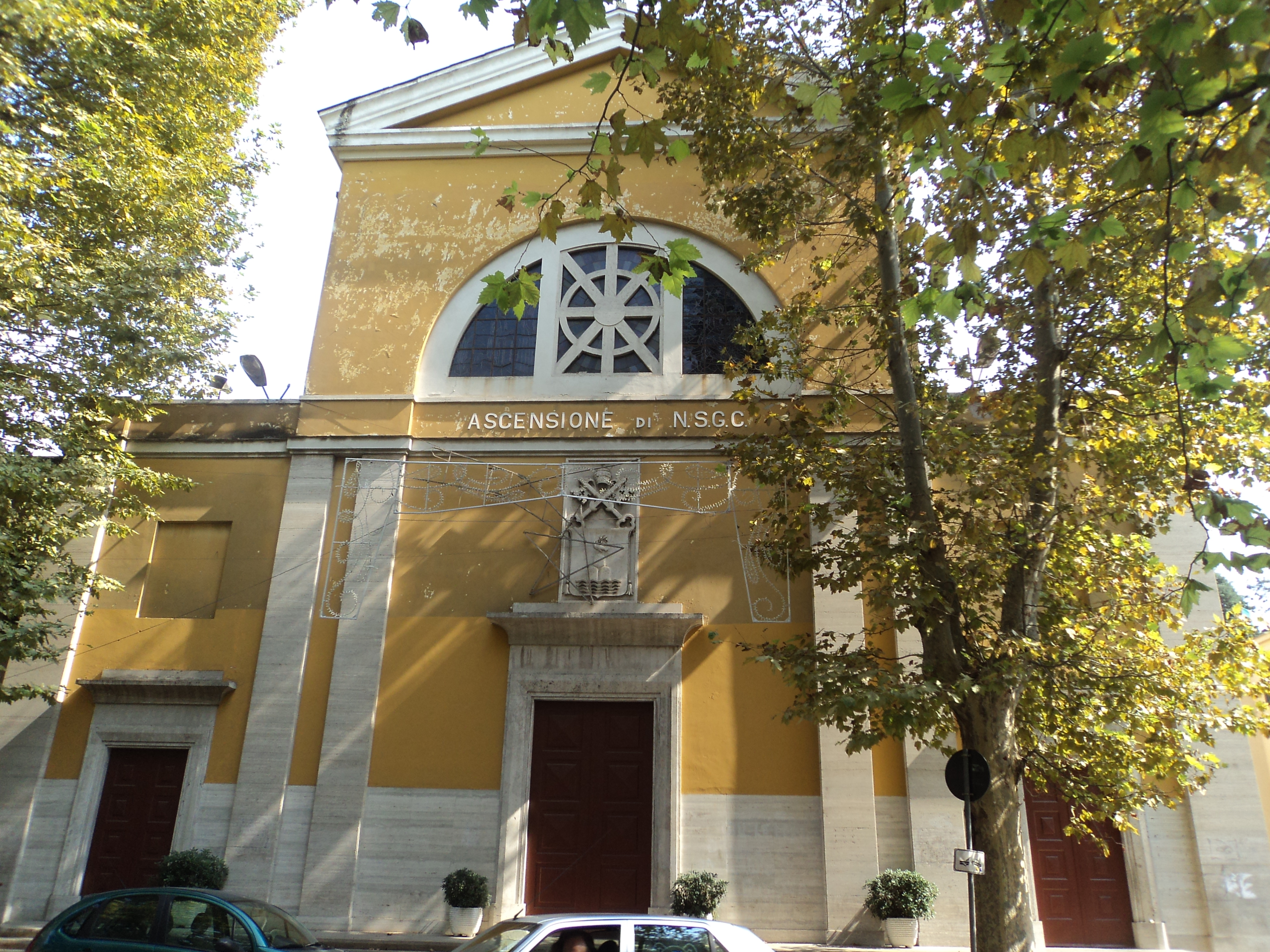
Chiesa dell'Ascensione di Gesù

- Chiesa dell'Ascensione di Nostro Signore Gesù Cristo, su largo Mola di Bari. Chiesa del XX secolo (1954).

## Cultura

### Cinema
Il Quarticciolo è stato, nel 2011, ambientazione principale del film Nessuno mi può giudicare.

### Teatro
- Teatro Biblioteca Quarticciolo, su via Ostuni (ingresso teatro) e via Castellaneta (ingresso biblioteca).

Struttura polifunzionale del XXI secolo (2007) nata dalla ristrutturazione del mercato coperto.

## Odonimia

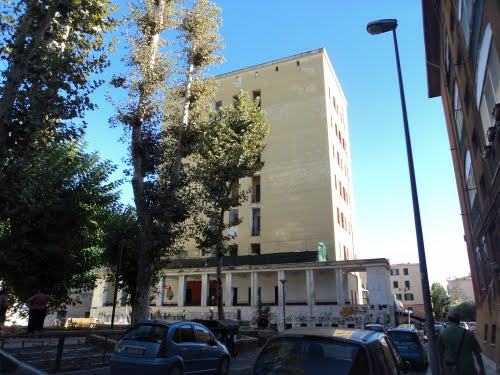
Ex commissariato di P.S., oggi occupato e adibito a centro sociale

Il toponimo Quarticciolo deriva dalla distanza del quartiere da piazza di Porta Maggiore (raggiungibile tramite la via Prenestina), pari a quattro miglia.

Tutte le vie del quartiere sono dedicate a comuni della Puglia.

## Trasporti
| È raggiungibile dalle fermate Togliatti e Togliatti/Abelie | del tram 14 |

## Sport
Il quartiere è rappresentato nel calcio dalla A.S.D. Quarticciolo, militante, nella stagione 2015/2016, in Lega Nazionale Dilettanti, nel campionato di Seconda Categoria Lazio, girone G.
È inoltre presente la società di volley Roma 7 militante nel campionato nazionale di serie B.